# دهستان دادنجان
دهستان دادنجان نام دهستانی در بخش میمند شهرستان فیروزآباد، استان فارس در ایران است. براساس سرشماری مرکز آمار ایران در سال ۱۳۹۵، جمعیت آن ۱۵۳۴ نفر (۴۶۳ خانوار) بوده‌است.